# (74149) 1998 QE88
(74149) 1998 QE88 – planetoida z pasa głównego asteroid okrążająca Słońce w ciągu 4,33 lat w średniej odległości 2,66 j.a. Odkryta 24 sierpnia 1998 roku.